# 建永
建永（1206年二月二十日—1207年十月十四日）是日本的年號之一。這個時代的天皇是土御門天皇，由後鳥羽上皇實施院政。鎌倉幕府之征夷大將軍為源實朝；執權為北條義時。

## 改元
- 元久三年四月二十七日（1206年6月5日），改元為建永元年。
- 建永二年十月二十五日（1207年11月16日），改元為承元元年。

## 出處
《昭明文選卷四十二·曹子建與楊德祖書》：「吾雖德薄、位為蕃侯；猶庶幾戮力上國、流惠下民。建永世之業、留金石之功；豈徒以翰墨為勳績、辭賦為君子哉！」

## 大事記
- 建永二年：承元法難。

## 紀年和曆對照表
表格右邊各月的干支即為各月的第1日，「大」表示該月有30日，「小」表示該月有29日，「閏月」表格中的漢字數字表示該年為閏X月，各月初一底下的數字表示對應的西曆日期。
| 西元   | 干支 | 紀年     | 正月        | 二月       | 三月        | 四月        | 五月        | 六月        | 七月        | 八月        | 九月        | 十月         | 十一月      | 十二月       | 閏月 |
| ------ | ---- | -------- | ----------- | ---------- | ----------- | ----------- | ----------- | ----------- | ----------- | ----------- | ----------- | ------------ | ----------- | ------------ | ---- |
| 1206年 | 丙寅 | 建永元年 |             |            |             | 壬子小 5/10 | 辛巳大 6/8  | 辛亥小 7/8  | 庚辰大 8/6  | 庚戌小 9/5  | 己卯小 10/4 | 戊申大 11/2  | 戊寅小 12/2 | 丁未大 12/31 | —    |
| 1207年 | 丁卯 | 建永二年 | 丁丑大 1/30 | 丁未小 3/1 | 丙子大 3/30 | 丙午大 4/29 | 丙子小 5/29 | 乙巳大 6/27 | 乙亥小 7/27 | 甲辰大 8/25 | 甲戌小 9/24 | 癸卯小 10/23 |             |              | —    |

## 同期存在的其他政權之紀年
- 中國
  - 開禧（1205年－1207年）：宋—宋寧宗趙擴之年號
  - 轉運（1207年）：南宋時期—吳曦之年號
  - 天開（1205年－1225年）：大理—段智祥之年號
  - 天禧（1178年－1211年）：西遼—末主耶律直魯古之年號
  - 泰和（1201年－1208年）：金—金章宗完顏璟之年號
  - 應天（1206年－1209年）：西夏—夏襄宗李安全之年號
- 越南
  - 治平龍應（1205年－1210年）：李朝—李龍翰之年號